# سيد أباد (شميل)
سید أباد (بالفارسية: سیدآباد) هي قرية تقع في إيران في قسم شمیل الريفي. يقدر عدد سكانها بـ 334 نسمة بحسب إحصاء 2016.